# 7494 Xiwanggongcheng
7494 Xiwanggongcheng è un asteroide della fascia principale. Scoperto nel 1995, presenta un'orbita caratterizzata da un semiasse maggiore pari a 3,0241406 UA e da un'eccentricità di 0,0464167, inclinata di 8,12710° rispetto all'eclittica.